# Станіславчицька сільська рада (Бродівський район)
Станіславчицька сільська рада — орган місцевого самоврядування у Бродівському районі Львівської області. Адміністративний центр — село Станіславчик.

## Загальні відомості
Станіславчицька сільська рада утворена в 1939 році.
05.02.1965 Указом Президії Верховної Ради Української РСР передано Станіславчицьку сільраду Радехівського  району до складу Бродівського району.

## Населені пункти
Сільській раді підпорядковані населені пункти:
- с. Станіславчик
- с. Бордуляки
- с. Збруї
- с. Кути
- с. Монастирок
- с. Панькова

## Склад ради
Рада складається з 16 депутатів та голови.

### Керівний склад попередніх скликань
| ПІБ                       | Основні відомості                                                 | Дата обрання | Дата звільнення |
| ------------------------- | ----------------------------------------------------------------- | ------------ | --------------- |
| Котовська Надія Романівна | Сільський голова, 1957 року народження, освіта вища               | 26.03.2006   | 31.10.2010      |
| Котовська Надія Романівна | Сільський голова, 1957 року народження, освіта вища, позапартійна | 31.10.2010   |                 |

Примітка: таблиця складена за даними джерела